# Adonisea sexplagiata
Adonisea sexplagiata är en fjärilsart som beskrevs av Smith 1891. Adonisea sexplagiata ingår i släktet Adonisea och familjen nattflyn. Inga underarter finns listade i Catalogue of Life.